# Міжнародний аеропорт Ломбок
8°45′26″ пд. ш. 116°16′36″ сх. д. / 8.7573222222222° пд. ш. 116.276675° сх. д.
Міжнародний аеропорт Ломбок (індон. Bandar Udara Internasional Lombok) (IATA: LOP, ICAO: WADL) також відомий як Міжнародний аеропорт Зайнуддін Абдул Маджід — міжнародний аеропорт на острові Ломбок в Індонезії. Це єдиний повністю діючий аеропорт на острові. Новий об'єкт був офіційно відкритий президентом Індонезії Сусіло Бамбангом Юдхойоно 20 жовтня 2011 року. Аеропорт може приймати широкофюзеляжні лайнери великої місткості Airbus A330 і Boeing 777, а також менші літаки, такі як Boeing 737 і Airbus A320, які вже обслуговували Ломбок. Першим літаком, що прибув до аеропорту, став Boeing 737-800NG авіакомпанії Garuda Indonesia, що ознаменувало початок роботи аеропорту 1 жовтня 2011 р.

## Авіалінії та напрямки
| Авіакомпанія      | Пункт призначення                                                    |
| ----------------- | -------------------------------------------------------------------- |
| Batik Air         | Джакарта-Сукарно-Хатта (аеропорт)                                    |
| Citilink          | Денпасар (аеропорт), Джакарта-Сукарно-Хатта (аеропорт), Surabaya     |
| Garuda Indonesia  | Джакарта-Сукарно-Хатта (аеропорт)                                    |
| Indonesia AirAsia | Джакарта-Сукарно-Хатта (аеропорт), Куала-Лумпур (аеропорт), Surabaya |
| Lion Air          | Джакарта-Сукарно-Хатта (аеропорт), Surabaya                          |
| Scoot             | Чангі (аеропорт)                                                     |
| Super Air Jet     | Джакарта-Сукарно-Хатта (аеропорт), Куала-Лумпур (аеропорт)           |
| Wings Air         | Bima, Денпасар (аеропорт), Makassar, Sumbawa Besar                   |